# 19178 Walterbothe
19178 Walterbothe este un asteroid din centura principală de asteroizi.

## Descriere
19178 Walterbothe este un asteroid din centura principală de asteroizi. A fost descoperit pe 9 septembrie 1991 la Tautenburg de Freimut Börngen și Lutz Dieter Schmadel. Asteroidul prezintă o orbită caracterizată de o semiaxă mare de 2,57 ua, o excentricitate de 0,26 și o înclinație de 3,9° în raport cu ecliptica.